# Bottrop
Bottrop  è una città extracircondariale tedesca nella parte settentrionale del Land del Renania Settentrionale-Vestfalia. Nella città ha sede il museo Quadrat Bottrop.
Conta 117 311 abitanti.

## Geografia fisica
La città è situata su un territorio collinare poco a nord del fiume Emscher, a sud il canale artificiale Rhein-Herne-Kanal ne delimita il confine con la città di Essen. Il territorio comunale ha un'estensione di 101 km², il punto più elevato è a 78 m s.l.m.
La città è suddivisa in tre distretti: Bottrop-Mitte, Bottrop-Süd e Bottrop-Kirchhellen.

## Storia
Il nome della città deriva dal termine medievale Borthorpe che significava villaggio presso la collina. La prima citazione della città risale al periodo 1092-1150. Nel 1253 vi viene fondata la commenda di Welheim dell'ordine dei cavalieri teutonici e nel 1423 alla città viene conferito il diritto di mercato.
Nel 1796 viene fondata una grossa tessitura di cotone e progressivamente la città cresce di dimensioni e di importanza. Nel 1856 inizia l'attività mineraria e nel 1921 la città, fino ad allora legata amministrativamente ad altre città vicine, diviene autonoma.
Durante la seconda guerra mondiale fu colpita dai bombardamenti mirati ad una fabbrica nella quale veniva prodotto carburante diesel per usi militari.

## Geografia antropica

### Suddivisioni amministrative
Amministrativamente, la città di Bottrop è suddivisa nei 3 distretti urbani (Stadtbezirk) di Bottrop-Kirchhellen, Bottrop-Mitte e Bottrop-Süd.

## Amministrazione

### Gemellaggi
Bottrop è gemellata con:
- Tourcoing, dal 1967
- Blackpool, dal 1973
- Veszprém, dal 1988
- Gliwice, dal 2007
- Mitte, dal 1983
- Merseburg, dal 1989